# Francesc Montañés Roca
Francesc Montañés Roca (* 9. Januar 1990 in Sant Carles de la Ràpita) ist ein ehemaliger spanischer Tennisspieler. Er ist der jüngere Bruder von Albert Montañés.

## Karriere
Montañés Roca spielte sein erstes Profimatch 2007 auf der drittklassigen ITF Future Tour, auf der er vorrangig fast seine gesamte Karriere lang spielte. 2011 erreichte er im Einzel und Doppel jeweils seine beste Platzierung in der Weltrangliste, die jedoch jeweils jenseits der Top 1000 lag. In diesem Jahr hatte er an der Seite seines Bruders Albert Montañés auch seinen einzigen Auftritt außerhalb der Future Tour. Beim ATP-World-Tour-Event in Casablanca verloren die beiden ihre Auftaktpartie im Doppel gegen David Marrero und Rubén Ramírez Hidalgo. 2013 spielte er sein letztes Turnier, nachdem er 2012 letztmals regelmäßig bei Turnieren in Erscheinung trat.